# Cotley Castle

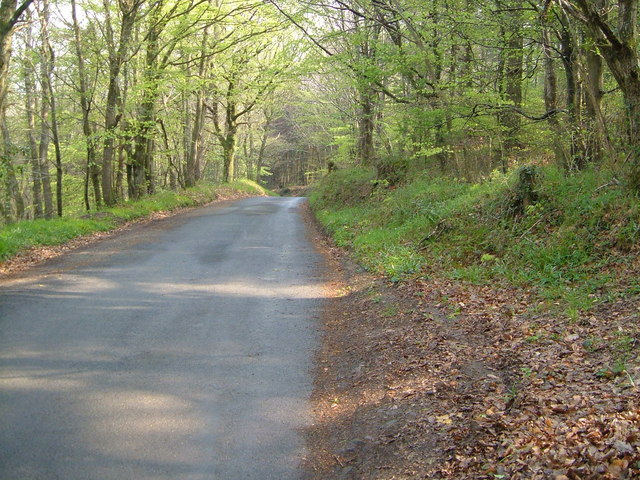
Cotley Castle liegt rechts der Straße

Cotley Castle ist ein  großes Hillfort aus der Eisenzeit beim Dorf Dunchideock in der Nähe von Exeter in der englischen Grafschaft Devon. Das Gelände liegt auf einem weithin sichtbaren Hügel mit 220 Meter Seehöhe, unmittelbar nördlich des Great Haldon in den Haldon Hills.